# 蝴蝶花
蝴蝶花（学名：Iris japonica）是鸢尾科鸢尾属的植物。

## 形态
多年生草本，具横生根状茎；剑形的叶子交互排列成两行；花茎高于叶子，分枝成疏总状花序，初夏开淡紫色蝶形花，故名；椭圆状卵圆形蒴果。

## 分布
分布在日本以及中国大陆的甘肃、广西、安徽、福建、湖南、云南、四川、江苏、广东、浙江、贵州、陕西、湖北等地，生长于海拔3,000米至3,300米的地区，一般生于山坡较阴蔽而湿润的草地、疏林下或林缘草地，目前尚未由人工引种栽培。

## 别名
别名：日本鸢尾（中国植物学杂志），开喉箭、兰花草、扁竹、剑刀草（湖南），豆豉草、扁担叶、扁竹根（四川），铁豆柴（贵州）。

## 延伸阅读
[在维基数据编辑]
 《植物名實圖考·白花射干》，出自吳其濬《植物名實圖考》

## 外部連結
- 蝴蝶花 Hudiehua （页面存档备份，存于） 藥用植物圖像數據庫 (香港浸會大學中醫藥學院) （繁體中文）（英文）